# 山火鳥
山火鳥，是台灣民間傳說中生活在火山裡的怪鳥。

## 外表
山火鳥全身都是紅色的羽毛，連眼睛也是血紅色的。

## 棲息
山火鳥生活在北部的一座火山中，據說他們能往來於火山的煙霧之間，據說牠們還有通靈的能力，而附近的原住民看到牠的話大多很快就死了。